# Gatschkopf
Le Gatschkopf est une montagne qui s’élève à 2 945 m d’altitude dans les Alpes de Lechtal, en Autriche.